# مدوشواتس (لازارواتس)
مدوشواتس (به صربی: Medoševac) یک منطقهٔ مسکونی در صربستان است که در لازارواتس واقع شده‌است. مدوشواتس ۱۰٫۳۴ کیلومتر مربع مساحت و ۶۴۲ نفر جمعیت دارد و ۱۵۸ متر بالاتر از سطح دریا واقع شده‌است.